# Parenoplus serratus
Parenoplus serratus är en rundmaskart som beskrevs av Christian Wieser 1953. Parenoplus serratus ingår i släktet Parenoplus och familjen Enoplidae. Inga underarter finns listade i Catalogue of Life.